# 倒易律
在摄影与全息摄影领域中，倒易律是指决定光敏材料的响应的两个物理量——光线强度与持续时间——之间的反比例关系。在某一底片的正常曝光范围内，倒易律指出底片的响应取决于总曝光量，即光线强度×时间。因此，在减少曝光时间但增加光线强度的情况下，底片的响应（比如显影后胶卷的光学密度）不变，反之亦然。
倒易律是大多数光敏材料研究（sensitometry）的前提条件，比如测量某一感光乳剂的H-D曲线。底片或感光元件的总曝光量是以勒克斯·秒为单位而衡量的，其定义为焦平面照度与曝光时间的乘积。

## 历史
倒易律这一概念源自Robert Bunsen和Henry Roscoe在1862年所做的工作，并曾被称作Bunsen－Roscoe倒易律。
Captain William de Wiveleslie Abney在1893年报道了对倒易律的偏离，卡爾·史瓦西在1899年对这一现象进行深入研究。Abney和Englisch指出了史瓦西的模型的不足之处。随后，在二十世纪初期的数十年间，若干更好的模型被提出。Kron于1913年提出的公式描述了在密度曲线恒定情况下倒易律失效的影响。J. Halm继承并改进了Kron的公式，完成了Kron－Halm悬垂线方程（也称为Kron－Halm－Webb方程式），用以描述对倒易律的偏离。

## 在影像化学领域
在摄影领域，倒易律是指这样一种关系：光线的总能量决定了其对底片的作用。光线的总能量正比于总曝光量，也就是光线强度与曝光时间的乘积，而这二者可分别由光圈与快门所控制。也就是说，当亮度以某一比例增加时，若将曝光时间以以同样的比例减少，则两者的影响相互抵消，反之亦然。换句话说，一般对于某一给定的曝光结果，光圈与快门之间呈反比例关系，即若开大光圈则需要更快的快门以保持曝光不变。比如，为了达到曝光值10（EV 10)，可以采用f/2.8的光圈（f值）和1/125秒的快门；如果将光圈面积增大一倍（开大一挡）到f/2并将快门速度加快到1/250秒，那么可以得到同样的曝光值；f/4的光圈和1/60秒的快门也可以得到同样的效果。在上述的三种情况下，胶卷的响应值都应是相同的。

## 倒易律失效
对大多数感光材料来说，倒易律在一定的曝光时长范围内具有较好的精确性。但是，在过长或过短的曝光时间下，倒易律与事实不再符合，这一情况被称为倒易律失效或史瓦西效应。换言之，当光线强度低于倒易律的适用范围时，要使底片增加一定的总响应值（如密度），需要比倒易律计算所得的更长的曝光时间。例如，当光线强度减少一半时，其持续时间需要增加一倍以上才能达到同样的效果。用以修正这一效应的乘数被称为倒易律系数（见下文中的模型）。
在非常低的照度下，底片的响应值比正常情况下要低。这时光线可以视作离散的光子流，而感光乳剂则由独立的光敏颗粒如溴化银晶体组成。一个颗粒必须吸收一定数目的光子以引发光化学反应并形成潜影。特别是，在吸收了足够数量的光子（通常是几打）后，如果在溴化银晶体的表面能够形成一束相邻的约4个或更多的银原子，那么这一晶体将可以被显影。在低光照情况下，也就是单位时间内到达底片的光子数目很少时，光子撞击每一颗粒的频率相对较低，则晶体表面形成的银原子的稳定性将不足以使其维持至形成四原子的稳定潜影中心。
这一通常状况下可用的光圈与快门速度交换规律的失效情况被称作倒易律失效。不同的底片在低光照下有着不同的响应，有的底片很容易出现倒易律失效，而有些则好得多。一些在正常光照下高感光度底片在低照度下会变得非常不敏感并需要长时间的曝光。相反，一些正常情况下的低速底片在低照度下却能够更好的保持其感光度。
例如，对某一种胶卷，用测光表测得要达到曝光值5需要f/11的光圈和4秒的曝光时间，那么需要对曝光时间乘以1.5的倒易律系数使之成为6秒以达到预期的结果。通常在曝光长于1秒时底片的倒易律失效会变得明显，而对于相纸则为30秒以上。
在极高照度和极短的曝光时间下也会出现倒易律失效。这一点对科学与技术摄影非常重要，但对于一般的摄影来说很少需要考虑这点。因为只有在研究诸如爆炸或基本物理学粒子的实验时才会需要远远短于1毫秒的曝光时间，或者是在以极高快门速度（1/10,000秒以下）摄取高速动态画面时。

## 史瓦西定律
回应于天文学研究所观测到的低照度下倒易律失效，卡爾·史瓦西写道（约1900年）：
　　“近来，在通过摄影法测量星球光亮度时，我再次确认了这样的偏离是确实存在的，并通过定量的方法对其进行追踪，并在下述的定理中对其进行了描述。这一定理应当取代倒易律定理：在不同的光线强度I下，若曝光时间为t，则只要{\displaystyle I\times t^{0.86}}不变，那么最终的变黑程度是一致的。”
但是史瓦西的经验系数0.86的适用范围非常有限。一个现代的史瓦西定律形如下式：
{\displaystyle E=It^{p}\ }
其中E是“曝光效果"——即所引发的光敏材料不透明度的變化——的量度（与在倒易律适用区域的曝光值H=It等同），I是亮度，t是曝光时间，p是史瓦西系数。
然而，想要求得一个恒定的p值是非常困难的，而且即使其可以被求得，也仍然不能满足对于更加实用的模型的需要，也不能取代在关键性应用中所必须的实验性光敏数据。在倒易律成立时，史瓦西定理令p = 1.0。
在倒易律成立的区域内，史瓦西公式给出的数值并不合理。因此，一个修正的公式曾被提出，因为其在更宽的曝光时间范围内与实际情况符合的更好。这一修正是由一个与底片的ISO速度相乘的系数所表示的：
底片相对速度 {\displaystyle =(t+1)^{(p-1)}\ }
其中t+1项显示了曝光时间为1秒时的转折点，其分开了倒易律适用区与倒易律失效区。

### 曝光时间大于1秒时的简化模型
一些型号的显微镜使用自动化电子模块对倒易律失效进行补偿。这一补偿通常将校正时间Tc表达为测量时间Tm的幂，即{\displaystyle Tc=(Tm)^{p}}，通常p值在1.25到1.45之间，但也有一些时候低至1.1或高达1.8。

## Kron－Halm悬垂线方程
这个由Kron提出并由Halm改进的方程指出，底片的响应是{\displaystyle It/\psi \ }的函数，參數φ是由一个悬垂线（双曲余弦）方程所定义，这一方程可用于描述在极高和极低照度下的倒易律失效：
```
   

  

    

      

        
ψ

        
=

        

          

            
1

            
2

          

        

        
[

        
(

        
I

        

          
/

        

        

          
I

          

            
0

          

        

        

          
)

          

            
a

          

        

        
+

        
(

        
I

        

          
/

        

        

          
I

          

            
0

          

        

        

          
)

          

            
−

            
a

          

        

        
]

      

    

    
{\displaystyle \psi ={\frac {1}{2}}[(I/I_{0})^{a}+(I/I_{0})^{-a}]}

  

```

其中I0是感光材料的最适照度，而a是描述材料倒易律失效的常数。

## 天文摄影
倒易律失效对使用底片的天文摄影领域有着重要的影响。诸如星系与星云等天体经常暗淡到以致于无法用裸眼观察；更糟糕的是，许多天体的光谱与底片乳剂的响应曲线并不吻合。此外，许多这样的目标很小，因此需要较长的焦距，导致光圈远远小于f/5。这些因素的共同作用使得使用底片拍摄目标的难度变得如此之大，以致于30分钟甚至超过1小时的曝光都很稀松平常。一个典型的例子是，使用f/4的光圈拍摄一张仙女座星系的图像需要大约30分钟，而在f/8的光圈下要达到相同的密度需要大约200分钟。
使用望远镜对天体进行追踪是非常困难的。因此，倒易律失效是天文学家们转而使用数码成像的一个最主要动机。电子图像传感器在长时间曝光和低照度下也有自己的缺点，但通常并不是倒易律失效，而是暗调中的雜訊，并且这一效应可以通过对传感器进行降温而控制。

## 全息摄影
全息摄影中也存在类似的问题。由于极短时间下的倒易律失效，使用连续激光器对全息底片进行曝光（通常为几秒）所需要的总能量远远小于使用脉冲激光器曝光（大约20－40纳秒）所需要的能量。使用连续激光器对底片进行极长或极短时间曝光也会导致倒易律失效。可以使用一种称为潜影强化的技术来补偿由于倒易律失效而导致的图像亮度下降。这一方法通常在全息曝光之后立刻进行。使用一个不连续的光源（比如一个25－40瓦的灯泡）对底片进行数秒曝光可以使全息图像的亮度提高一个数量级。